# Habartice (Jindřichov)
Habartice (německy Ebersdorf) jsou částí obce Jindřichov v okrese Šumperk.

## Název
Podoba jména doložená poprvé k roku 1351 v podobě Ebirhardvilla byla latinská podoba německého Eberhartsdorf - "Eberhartova ves" (od 16. století je v zápisech zkrácená podoba Ebersdorf). Německé osobní jméno Eberhart bylo do češtiny přejato jako Habart, proto se česky vesnice začala označovat jako Habartice (poprvé doloženo 1447).

## Historie
První písemná zmínka o vesnici pochází z roku 1351. Nachází se v papežské bule, vymezující hranice nově zřízeného litomyšlského biskupství.
| Rok            | 1869 | 1880 | 1890 | 1900 | 1910 | 1921 | 1930 | 1950 | 1961 | 1970 | 1980 | 1991 | 2001 | 2011 | 2021 |
| -------------- | ---- | ---- | ---- | ---- | ---- | ---- | ---- | ---- | ---- | ---- | ---- | ---- | ---- | ---- | ---- |
| Počet obyvatel | 520  | 637  | 618  | 607  | 594  | 563  | 630  | 286  | 201  | 143  | 128  | 93   | 59   | 74   | 58   |

## Pamětihodnosti
- Kostelík neposkvrněného početí Panny Marie – předbělohorský, přestavěn v roce 1842
- Do katastrálního území zasahuje část přírodní památky Pod Rudným vrchem
- Habartická lípa, památný strom (lípa velkolistá)